# Thormanby Islands
Thormanby Islands är två öar i Kanada.   De ligger i Sunshine Coast Regional District och provinsen British Columbia, i den sydvästra delen av landet, 3 600 km väster om huvudstaden Ottawa.
Ögruppen består av North Thormanby Island och South Thormanby Island.